# 行部宗一
行部 宗一（ぎょうぶ そういち、1969年12月6日 - ）は、フリーアナウンサー。和歌山県和歌山市出身。関西学院大学卒業。
1993年四国放送に、アナウンサーとして入社。スポーツ中継などを担当。2003年退社、現在は、関西を中心に、フリーアナウンサーとして活動を始めている。

## レギュラー番組
- 朝日放送「おはよう朝日です」 - リポーターとして不定期に出演。
- スカイ・エー「それいけ!!大阪プロレス　なにわのバトルエンターテインメント」（実況アナウンサー)

### 過去の担当
- ラジオ関西土曜日日中の「神戸新聞・ラジオ関西ニュース」担当アナウンサー
- 京都放送エキサイティング!J京都サンガ戦実況（数試合）